# Alina Komaščuk
Alina Ivanivna Komaščuk (in ucraino Аліна Іванівна Комащук?; Netišyn, 24 aprile 1993) è una schermitrice ucraina, medaglia d'argento nella sciabola a squadre alle Olimpiadi Rio de Janeiro 2016.

## Palmarès
- Giochi olimpici

Rio de Janeiro 2016: argento nella sciabola a squadre.
Parigi 2024: oro nella sciabola a squadre.
- Campionati mondiali

Budapest 2013: oro nella sciabola a squadre.
Kazan' 2014: bronzo nella sciabola a squadre.
Mosca 2015: argento nella sciabola a squadre.
Tbilisi 2025: bronzo nella spada individuale.
- Giochi europei

Baku 2015: oro nella sciabola a squadre.
- Campionati europei

Zagabria 2013: argento nella sciabola a squadre.
Montreux 2015: bronzo nella sciabola a squadre.
Toruń 2016: bronzo nella sciabola a squadre.
Novi Sad 2018: argento nella sciabola a squadre.
Basilea 2024: argento nella sciabola a squadre.
Genova 2025: argento nella sciabola individuale.
- Universiadi

Shenzhen 2011: argento nella sciabola a squadre.
- Giochi mondiali militari

Wuhan 2019: argento nella spada a squadre, bronzo nella sciabola individuale e nella sciabola a squadre.